# Stazione di Taishō (Osaka)
La stazione di Taishō (大正駅?, Taishō-eki) è una delle stazioni della Linea Circolare di Ōsaka nell'omonima città giapponese, situata nella zona sud-occidentale, gestita dalla JR West. Presso la stazione è presente anche una fermata della linea Nagahori Tsurumi-ryokuchi della metropolitana di Osaka.

## Linee

### Treni
- JR West
  - ■ Linea Circolare di Ōsaka

### Metropolitane
- Metropolitana di Osaka
  -  Linea Nagahori Tsurumi-ryokuchi

## Passeggeri
| 年度 | JR West | Metropolitana di Osaka |
| ---- | ------- | ---------------------- |
| 1997 | 33,313  | -                      |
| 1998 | 27,772  | 4,955                  |
| 1999 | 26,379  | -                      |
| 2000 | 25,258  | -                      |
| 2001 | 25,234  | -                      |
| 2002 | 24,084  | -                      |
| 2003 | 23,546  | -                      |
| 2004 | 23,105  | -                      |
| 2005 | 23,250  | -                      |
| 2006 | 23,320  | -                      |
| 2007 | 23,061  | 5,851                  |
| 2008 | 23,732  | 6,037                  |
| 2009 | 20,969  | 5,909                  |
| 2010 | 20,299  | 5,723                  |
| 2011 | 21,242  | 5,690                  |